# Cyphomyia marshalli
Cyphomyia marshalli är en tvåvingeart som beskrevs av Lindner 1937. Cyphomyia marshalli ingår i släktet Cyphomyia och familjen vapenflugor. Inga underarter finns listade i Catalogue of Life.